# Gosławice (gromada w powiecie opolskim)
Gosławice – dawna gromada, czyli najmniejsza jednostka podziału terytorialnego Polskiej Rzeczypospolitej Ludowej w latach 1954–1972.
Gromady, z gromadzkimi radami narodowymi (GRN) jako organami władzy najniższego stopnia na wsi, funkcjonowały od reformy reorganizującej administrację wiejską przeprowadzonej jesienią 1954 do momentu ich zniesienia z dniem 1 stycznia 1973, tym samym wypierając organizację gminną w latach 1954–1972.
Gromadę Gosławice z siedzibą GRN we Gosławicach (obecnie w granicach Opola) utworzono – jako jedną z 8759 gromad na obszarze Polski – w powiecie opolskim w woj. opolskim, na mocy uchwały nr VII/26/54 WRN w Opolu z dnia 4 października 1954. W skład jednostki weszły obszary dotychczasowych gromad Gosławice i Kolonia Gosławicka ze zniesionej gminy Gosławice oraz część przysiółka Kopaliny (ulice Daszyńskiego, Gosławicka, Buczka, Ozimska, Wilsona i Żeromskiego – do toru kolejowego linii Opole–Fosowskie, łącznie 21 budynków z 134 mieszkańcami) z dotychczasowej gromady Nowa Wieś Królewska ze zniesionej gminy Nowa Wieś Królewska w tymże powiecie. Dla gromady ustalono 27 członków gromadzkiej rady narodowej.
Gromadę zniesiono 31 grudnia 1961, a jej obszar włączono do gromady Luboszyce w tymże powiecie, z wyjątkiem wsi Kolonia Gosławicka, którą włączono do Opola (powiat miejski).